# متیو تکسیر
متیو تکسیر (انگلیسی: Mathieu Texier؛ زادهٔ ۱ فوریهٔ ۱۹۸۱) بازیکن فوتبال اهل فرانسه است.